# Heliophila acuminata
Heliophila acuminata là một loài thực vật có hoa trong họ Cải. Loài này được Steud. mô tả khoa học đầu tiên.